# 真崎ゆか
真崎 ゆか（まさき ゆか、1986年3月4日 - ）は日本のR&B歌手である。音楽専門学校卒業後、2006年に久保こーじのプロデュースでネット配信デビュー。2曲のシングルを配信したが、目立つ活躍はなかった。その後、都内のクラブやライブハウスで活動をしていた彼女は2009年に、ユニバーサルJが行った日韓共同オーディションで、レコード会社の目に留まる。2010年11月に配信シングル「LOVE SONG」でメジャーデビューを果たし、2011年2月にKGをフィーチャーした「Last Kiss」でマキシングルデビューした。

## 音楽活動まで
物心ついた時からテレビ番組で歌う歌手に憧れ、小学生の頃に自己流でダンスを始める。中学から高校にかけてはハンドボール選手として活躍し（ポジションはフローター）、全国大会に出場。U-16日本ジュニア強化選手にも選ばれた。高校卒業後、東放ミュージックカレッジに入学。在学中に出会ったブラックミュージックに強い衝撃を受け、ダンスミュージックにのめり込んだ。

## 経歴

### 初期
東放ミュージックカレッジを卒業後、都内のクラブやライブハウスを中心に歌手活動を開始する。月に10本近くのライブやイベントへの出演をする傍ら、他歌手のバックダンサーとしても活動した。2006年にはライブオーディションイベント「チャンス」で久保こーじの目に留まり、彼のプロデュースでデビューが決定。同年6月30日には、ニフティの音楽配信サイトMOOCSから「I Feel You」（※ニフティ20周年イメージソング）でネット配信デビューを果たす。その後、第2弾 「A Sweet Summer Day」をリリースするも目立った活躍はなかった。2008年にMOOCSの音楽配信事業が終了し、さらに表立った活躍は見られなくなったが、2009年にユニバーサルJが行った日韓共同オーディションでレコード会社の目に留まり、楽曲制作の機会を得る。音楽活動と並行して、アパレルブランド「MURUA」でビジュアル・プレスとして活動を開始する。

### 2010年 - 現在：ハカナイLOVE STORY3部作
2010年11月から、「恋愛の儚さ」を主題としたシングルを3ヶ月連続で発売する「ハカナイLOVE STORY3部作」を開始する。その第1弾として11月3日に発売された配信シングル「LOVE SONG」でメジャーデビューを果たした。日本レコード協会による着うたフルの集計チャートでは振るわなかったが、クラブ系着うたチャートでは上位を獲得した。12月8日に発売された第2弾配信シングル「Everlasting Love」は、真崎のプロデューサーであり、これまでに安室奈美恵や西野カナなどの楽曲も手がけたHIROが「房川ヒロ」名義で、フィーチャリングアーティストとして参加している。同曲で初めてRIAJ有料音楽配信チャート100位圏内入りを果たした。第3弾の「Last Kiss」は、初のマキシングル作品で、R&B歌手KGをフィーチャーしている。オリコンチャートで、最高90位を記録した。
2011年4月27日に、2枚目のシングル「もっと愛したかった」を発表する。フィジカルでは低調だったが、配信において好成績を残した。また、カップリング「Secret Love」が配信されたのを記念して、ギャル向け情報サイト「ギャルリサーチプレス（GRP）」と女子中高生向けモバイルサイト「@peps!ミュージック」共同による「特設病みサイト」が開設された。真崎の曲に共感する人たちが集って恋愛話を展開したり、真崎のインタビュー記事が掲載された。
2011年度「第44回 日本有線大賞」にて「有線放送協会賞」を受賞、2011年レコチョク新人アーティストランキング第5位を獲得。

## ディスコグラフィ

### スタジオ・アルバム
| #   | 情報                                                                                              | 最高順位 | 最高順位   | 認定 |
| #   | 情報                                                                                              | オリコン | ビルボード | 認定 |
| --- | ------------------------------------------------------------------------------------------------- | -------- | ---------- | ---- |
| 1st | LOVE SPACE - 発売日: 2011年9月21日 - レーベル: ユニバーサルJ - 規格:CD、デジタル・ダウンロード    | 120      |            |      |
| 2nd | Tears of Heart - 発売日: 2012年8月8日 - レーベル: ユニバーサルJ - 規格:CD、デジタル・ダウンロード | 170      |            |      |

### シングル
| #                                                     | 発売日        | 作品名                 | 最高順位 | 最高順位 | 最高順位 | 認定 | アルバム       |
| #                                                     | 発売日        | 作品名                 | オリコン | Hot 100  | RIAJ DL  | 認定 | アルバム       |
| ----------------------------------------------------- | ------------- | ---------------------- | -------- | -------- | -------- | ---- | -------------- |
| 1st                                                   | 2011年2月16日 | Last Kiss feat.KG      | 90       | －       | 19       |      | LOVE SPACE     |
| 2nd                                                   | 2011年4月27日 | もっと愛したかった     | 113      | －       | 13       |      | LOVE SPACE     |
| 3rd                                                   | 2011年7月20日 | Lady Luck              |          |          |          |      | LOVE SPACE     |
| 4th                                                   | 2011年8月17日 | Change Myself          | 147      |          |          |      | LOVE SPACE     |
| 5th                                                   | 2012年3月14日 | 願い feat. K.J.        |          |          |          |      | Tears of Heart |
| 6th                                                   | 2012年7月4日  | SWEET PAIN feat. Shion |          |          |          |      | Tears of Heart |
| "—"はチャート圏外、チャート対象外の何れかを意味する。 |               |                        |          |          |          |      |                |

#### 客演
| 発売日                                                | 作品名                             | 最高順位 | 最高順位 | 最高順位 | 認定 | アルバム |
| 発売日                                                | 作品名                             | オリコン | Hot 100  | RIAJ DL  | 認定 | アルバム |
| ----------------------------------------------------- | ---------------------------------- | -------- | -------- | -------- | ---- | -------- |
| 2011年7月20日                                         | 同じ願いで (KG duet with 真崎ゆか) | －       | －       | 26       |      | 未定     |
| "—"はチャート圏外、チャート対象外の何れかを意味する。 |                                    |          |          |          |      |          |

#### 配信
| 発売日                        | 作品名                         | 最高順位 | 認定 | 収録           |
| 発売日                        | 作品名                         | RIAJ DL  | 認定 | 収録           |
| ----------------------------- | ------------------------------ | -------- | ---- | -------------- |
| 2010年11月3日                 | LOVE SONG                      | －       |      | LOVE SPACE     |
| 2010年12月8日                 | Everlasting Love feat.房川ヒロ | 90       |      | LOVE SPACE     |
| 2011年5月25日                 | Summer Rain                    | －       |      | LOVE SPACE     |
| 2011年6月15日                 | It's Love                      | －       |      | LOVE SPACE     |
| 2012年1月25日                 | 永遠はなくても                 | －       |      | Tears of Heart |
| 2012年4月18日                 | Lovin' you                     | －       |      | Tears of Heart |
| 2012年5月23日                 | I Need You                     | －       |      | Tears of Heart |
| "—"はチャート圏外を意味する。 |                                |          |      |                |

### その他のチャート入りした曲
| 発売日                        | 作品名      | 最高順位 | 認定 | 収録       |
| 発売日                        | 作品名      | RIAJ DL  | 認定 | 収録       |
| ----------------------------- | ----------- | -------- | ---- | ---------- |
| 2011年3月9日                  | Secret Love | 84       |      | LOVE SPACE |
| "—"はチャート圏外を意味する。 |             |          |      |            |

### ミュージック・ビデオ
| 年     | ビデオ                 | 監督           |
| ------ | ---------------------- | -------------- |
| 2010年 | LOVE SONG              | ムラカミタツヤ |
| 2011年 | Last Kiss feat.KG      | ムラカミタツヤ |
| 2011年 | もっと愛したかった     | 多田卓也       |
| 2011年 | Lady Luck              | 長添雅嗣       |
| 2011年 | Change Myself          | 多田卓也       |
| 2011年 | 永遠はなくても         |                |
| 2012年 | 願い feat. K.J.        |                |
| 2012年 | SWEET PAIN feat. Shion |                |